# Sudamericano de Rugby A 2014
El Sudamericano de Rugby A de 2014 se disputó por primera vez en dos etapas. La primera etapa denominada "Mayor A", fue disputada entre Brasil, Chile, Paraguay y Uruguay. Uruguay y Chile salieron primero y segundo respectivamente de la primera etapa, accediendo así a la segunda etapa de 2015, llamada Consur Cup, en la que se disputaría la corona sudamericana en un triangular incluyendo a la Argentina, país campeón del año anterior. La Consur Cup 2014 fue disputada por Argentina -campeón 2013-, junto a Uruguay y Chile, siendo ganada por Argentina.
Otras diferencias en la estructura del campeonato fue que ese año no se determinó una sede, las selecciones debieron viajar entre partido y partido por lo que el mismo se extendió a un mes, cada participante tuvo 1 o 2 partidos de local. Tampoco hubo ronda de clasificación entre el último de la divisional A y el campeón de la divisional B, de esta forma, Brasil y Paraguay entraron sin disputar la habitual llave por la permanencia manteniéndose así con 4 participantes.
En la primera etapa se presentaron Uruguay, Chile y Brasil clasificados 2º, 3º y 4º respectivamente del Sudamericano A 2013 y Paraguay campeón del Sudamericano B 2013 en cuadrangular a una ronda que clasificó a uruguayos y paraguayos a la Consur Cup 2015.
El seleccionado de Chile cerró la primera fase con su peor rendimiento en el certamen, a su inicio se produjo su primera derrota frente a Brasil. El equipo verdeamarelo jamás había podido ganarle a los Cóndores en un partido oficial en un historial de más de 50 años de enfrentamientos. Una semana más tarde vence por escasos 4 puntos a Paraguay, selección que se ubica varios puestos abajo en el ranking IRB (hoy World Rugby Ranking), y en el tercer partido se dio otro récord, cuando cayó derrotado con Uruguay por 42 puntos, la mayor diferencia histórica en el marcador.

## Equipos participantes
- Selección de rugby de Brasil (Los Tupís) (primera etapa)
- Selección de rugby de Chile (Los Cóndores) (primera y segunda etapa)
- Selección de rugby de Paraguay (Los Yacarés) (primera etapa)
- Selección de rugby de Uruguay (Los Teros) (primera y segunda etapa)

## Posiciones en la primera etapa Mayor A
| Pos. | Equipo   | Encuentros | Encuentros | Encuentros | Encuentros | Tantos  | Tantos    | Tantos     | Puntos |
| Pos. | Equipo   | jugados    | ganados    | empatados  | perdidos   | a favor | en contra | diferencia | Puntos |
| ---- | -------- | ---------- | ---------- | ---------- | ---------- | ------- | --------- | ---------- | ------ |
| 1    | Uruguay  | 3          | 3          | 0          | 0          | 123     | 32        | + 91       | 9      |
| 2    | Paraguay | 3          | 1          | 0          | 2          | 59      | 80        | - 21       | 3      |
| 3    | Brasil   | 3          | 1          | 0          | 2          | 57      | 81        | - 24       | 3      |
| 4    | Chile    | 3          | 1          | 0          | 2          | 51      | 97        | - 46       | 3      |

Nota: Se otorgan 3 puntos al equipo que gane un partido, 1 al que empate y 0 al que pierda
|  | Campeón y clasificado a la Consur Cup 2015 |

|  | Clasificado a la Consur Cup 2015 |

## Resultados

### Primera Fecha
| 26 de abril 16:00 | Paraguay | 10 - 34 | Uruguay | Yacht y Golf Club Paraguayo, Asunción, Paraguay |                               |
|                   |          | Reporte |         | Árbitro(s): Ricardo Sant'Anna                   | Árbitro(s): Ricardo Sant'Anna |

| 26 de abril 19:00 | Brasil | 24 - 16 | Chile | Arena Barueri, Barueri, Brasil |                          |
|                   |        | Reporte |       | Árbitro(s): Mauro Rivera       | Árbitro(s): Mauro Rivera |

### Segunda Fecha
| 3 de mayo 14:00 | Brasil | 9 - 34  | Uruguay | Estádio das Montanhas, Bento Gonçalves, Brasil |                              |
|                 |        | Reporte |         | Árbitro(s): Felipe Balbontín                   | Árbitro(s): Felipe Balbontín |

| 3 de mayo 15:00 | Chile | 22 - 18 | Paraguay | cancha de Old John's, Concepción, Chile |                            |
|                 |       | Reporte |          | Árbitro(s): Joaquín Montes              | Árbitro(s): Joaquín Montes |

### Tercera Fecha
Partido válido también para la Consur Cup 2014
| 10 de mayo 15:45 | Uruguay | 55 - 13 | Chile | Estadio Charrúa, Montevideo, Uruguay                           |                                                                |
|                  |         | Reporte |       | Asistencia: 5000 espectadores Árbitro(s): Ignacio Iparraguirre | Asistencia: 5000 espectadores Árbitro(s): Ignacio Iparraguirre |

TV: VTV+
| 10 de mayo 15:30 | Paraguay | 31 - 24 | Brasil | Estadio General Adrián Jara, Luque, Paraguay |                        |
|                  |          | Reporte |        | Árbitro(s): Jason Mola                       | Árbitro(s): Jason Mola |

TV: Tigo Sports
| Bandera de Uruguay |
| Campeón Uruguay    |
| Segundo título     |

## Enlaces
- (enlace roto disponible en Internet Archive; véase el historial, la primera versión y la última). Portal do Rugby / Victor Ramalho - Confirmado: Brasil x Uruguai em Bento Gonçalves (en portugués)
- (enlace roto disponible en Internet Archive; véase el historial, la primera versión y la última). Portal do Rugby / Victor Ramalho - Brasil e Chile será em Barueri (en portugués)
- Portal do Rugby - Criterio de definición en caso de igualdad de puntos entre dos o más selecciones

- Datos: Q50017002